# Nicolaevca, Florești
Nicolaevca este satul de reședință al comunei cu același nume  din raionul Florești Republica Moldova.

## Demografie

### Structura etnică
Structura etnică a satului conform recensământului populației din 2004:
| Grup etnic       | Populație | % Procentaj |
| ---------------- | --------- | ----------- |
| Ucraineni        | 689       | 75,63%      |
| Moldoveni/Români | 161       | 17,67%      |
| Ruși             | 51        | 5,6%        |
| Găgăuzi          | 1         | 0,11%       |
| Alții            | 9         | 0,99%       |
| Total            | 911       | 100%        |